# Acuerdo de Cartagena
El Acuerdo de Cartagena es un instrumento jurídico internacional firmado en Cartagena de Indias (Colombia) el 26 de mayo de 1969, por el cual se crea la Comunidad Andina.
Los objetivos del Acuerdo de Cartagena son:
1. Promover el desarrollo equilibrado y armónico de los Países Miembros (Bolivia, Colombia, Ecuador y Perú)
2. Acelerar su crecimiento y la generación de ocupación.
3. Facilitar su participación en el proceso de integración regional, con miras a la formación gradual de un mercado común latinoamericano.
4. Disminuir la vulnerabilidad externa y mejorar la posición de los Países Miembros en el contexto económico internacional.
5. Fortalecer la solidaridad subregional y reducir las diferencias de desarrollo existentes entre los Países Miembros.

El pacto fue presentado oficialmente como un mecanismo para que los países se sobrepusieran a las limitaciones de los estrechos mercados domésticos y desarrollaran nuevas industrias. El acuerdo constaba de dos componentes principales: el primero, unos programas de desarrollo industrial sectorial y, el segundo, la eliminación de las barreras comerciales entre los países miembros. Los principios fundamentales del Acuerdo de Cartagena fueron abandonados muy pronto, sin que se hubiera alcanzado ningún logro concreto.
Sin embargo, la realidad es que el Pacto Andino respondió a intereses y objetivos diferentes. Su creación y puesta en marcha deben entenderse dentro de la estrategia de Estados Unidos y sus multinacionales para consolidar mercados en el continente." (Consuelo Ahumada, "El modelo neoliberal y su impacto en la sociedad colombiana, p. 97). 